# Palm City
Palm City statisztikai település az USA Florida államában, Martin megyében. Lakosainak száma 25 883 fő (2020. április 1.).

## Népesség
A település népességének változása:

| 2010 | 23 120 |
| 2020 | 25 883 |